# Anyika Onuora
Anyika Onuora (28 de outubro de 1984) é uma velocista britânica, medalhista olímpica.

## Carreira
Anyika Onuora competiu na Rio 2016, conquistando a medalha de bronze no revezamento 4x400m. 